# 贵州省消防救援总队
贵州省消防救援总队，加挂贵州省消防救援局牌子，是中华人民共和国贵州省的消防救援机构，由中华人民共和国应急管理部与贵州省人民政府双重领导，承担贵州省内的火灾扑救、抢险救援、消防监督等职责。

## 历史沿革
1949年11月15日，中国人民解放军占领贵州省。同年11月23日，中国人民解放军贵阳市军事管制委员会接管原贵州省会警察局消防警察队，共3个分队、29人，隶属于贵阳市公安局治安科。到1951年，贵阳市消防干警增加到60人。
1965年5月，根据国防部、公安部、内务部、财政部、国家编委《关于公安消防民警实行义务兵役制有关问题的联合通告》精神，贵州省消防民警班长以下人员实行义务兵役制。
1957年，贵州省专区以下各级公安机关内配备1名专职或兼职消防干部，贵州省公安厅治安处配备2名专职消防干部。1960年7月，设立贵州省公安厅治安处消防科。1966年2月，贵州省公安厅建立贵州省公安消防总队（贵州省公安厅消防处）。至1960年代中期，贵州省公安消防队伍共有10个消防队、365人、42辆消防车。
1966年6月，“文化大革命”爆发，贵州省消防一度处于瘫痪状态。1969年11月，贵州省公安消防总队由军代表负责。1973年，恢复贵州省公安厅消防处建制。1974年10月，贵州省各地、州、市公安机关建立消防科（消防大队），各县、市、区建立消防科（股）。1976年12月，贵州省公安厅武装民警处和消防民警处合并，成立武装消防民警处。1978年12月，武装消防民警处拆分，恢复消防处。
1983年1月，贵州省消防部队纳入武警序列，改称中国人民武装警察部队贵州省总队消防处，为副师级。1985年11月，根据公安部《关于加强消防部队领导关系的几项决定》，消防部队改由各级公安机关直接领导，仍列入武警序列。
1988年10月，公安部发出《关于武警部队授衔工作有关规定》，公安消防部队实行警衔制。1994年7月，贵州省公安厅消防处改为贵州省公安厅消防局，升为正师级。到1998年底，贵州省公安消防部队共有官兵约3000人，消防中队56个，消防车146辆。
2018年3月，《深化党和国家机构改革方案》公布，公安消防部队全部退出现役，成建制划归应急管理部，承担灭火救援和其他应急救援工作，现役编制全部转为行政编制。10月9日，公安消防部队移交应急管理部交接仪式举行。2018年12月29日，贵州省消防救援总队举行授旗授衔换装仪式。2019年12月25日，贵州省消防救援总队正式挂牌。
2024年6月，各消防救援总队、支队、大队加挂驻地省、市、县三级消防救援局牌子，贵州省消防救援总队加挂贵州省消防救援局牌子。

## 职责
根据《消防救援队伍总队及以下单位机构编制方案》，贵州省消防救援总队承担下列职责：
1. 承担城乡综合性消防救援工作，负责指挥调度相关灾害事故救援行动，承担重要会议、大型活动消防安全保卫工作。
2. 承担火灾预防、消防监督执法以及火灾事故调查处理相关工作，依法行使消防安全综合监管职能，推动落实消防安全责任制。
3. 参与拟订消防专项规划，参与起草地方性消防法规、规章草案并监督实施。
4. 负责消防救援队伍综合性消防救援预案编制、战术研究和执勤备战、训练演练等工作。
5. 负责消防救援信息化和应急通信建设，承担综合性消防救援行动应急通信保障工作。
6. 负责消防安全宣传教育，组织指导社会消防力量建设。
7. 负责消防应急救援专业队伍规划、建设与调度指挥，参与组织协调动员各类社会救援力量参加救援任务。
8. 负责消防救援队伍建设与管理。
9. 完成应急管理部和所在省（区、市）党委政府交办的相关任务。

## 组织机构
根据《消防救援队伍总队及以下单位机构编制方案》，贵州省消防救援总队属于三类总队。

### 机关内设机构
贵州省消防救援总队机关设有13个业务处室，以及灭火救援指挥部和政治部。

### 消防救援支队
贵州省消防救援总队下辖11个支队，包括6个地级市消防救援支队、3个自治州消防救援支队、设在贵安新区的1个消防救援支队和1个训练与战勤保障支队。
- 贵阳市消防救援支队
- 遵义市消防救援支队
- 安顺市消防救援支队
- 毕节市消防救援支队
- 六盘水市消防救援支队
- 铜仁市消防救援支队
- 黔东南苗族侗族自治州消防救援支队
- 黔南布依族苗族自治州消防救援支队
- 黔西南布依族苗族自治州消防救援支队
- 贵安新区消防救援支队
- 贵州省消防救援总队训练与战勤保障支队

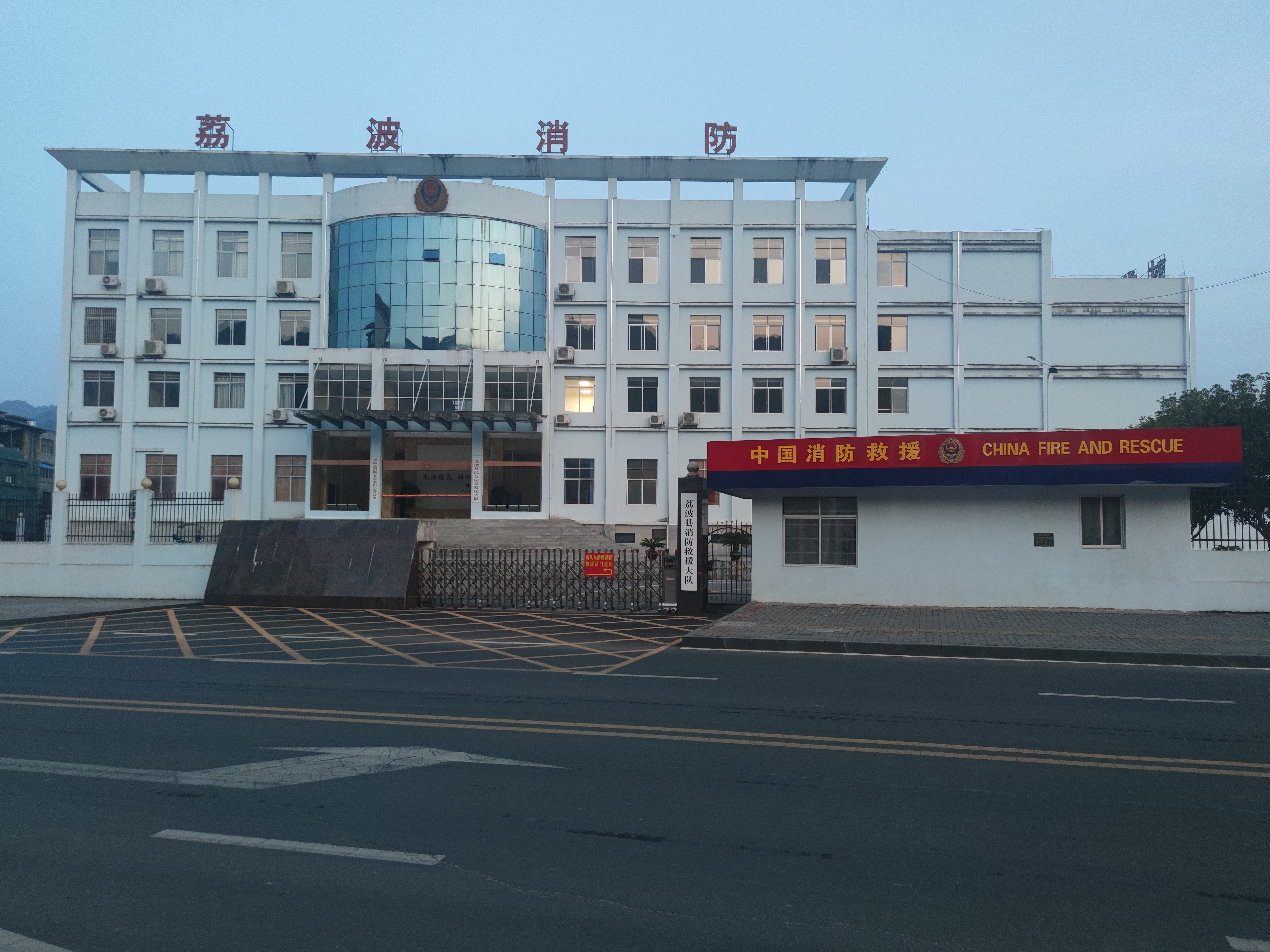
贵州省黔南布依族苗族自治州荔波县消防救援大队
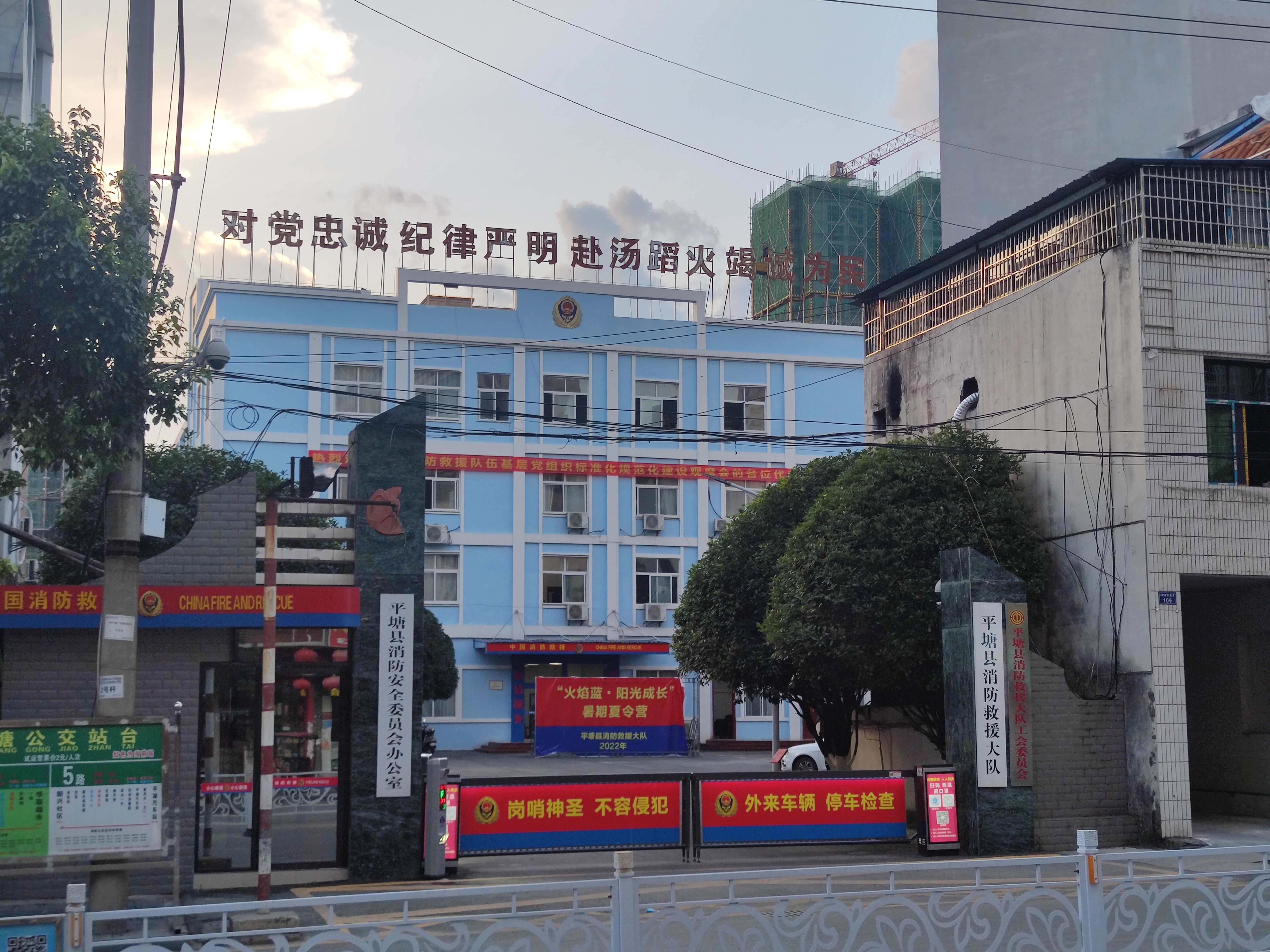
贵州省黔南布依族苗族自治州平塘县消防救援大队

## 救援力量

### 消防救援站
截至2021年，贵州省消防救援总队共有127个消防救援站。

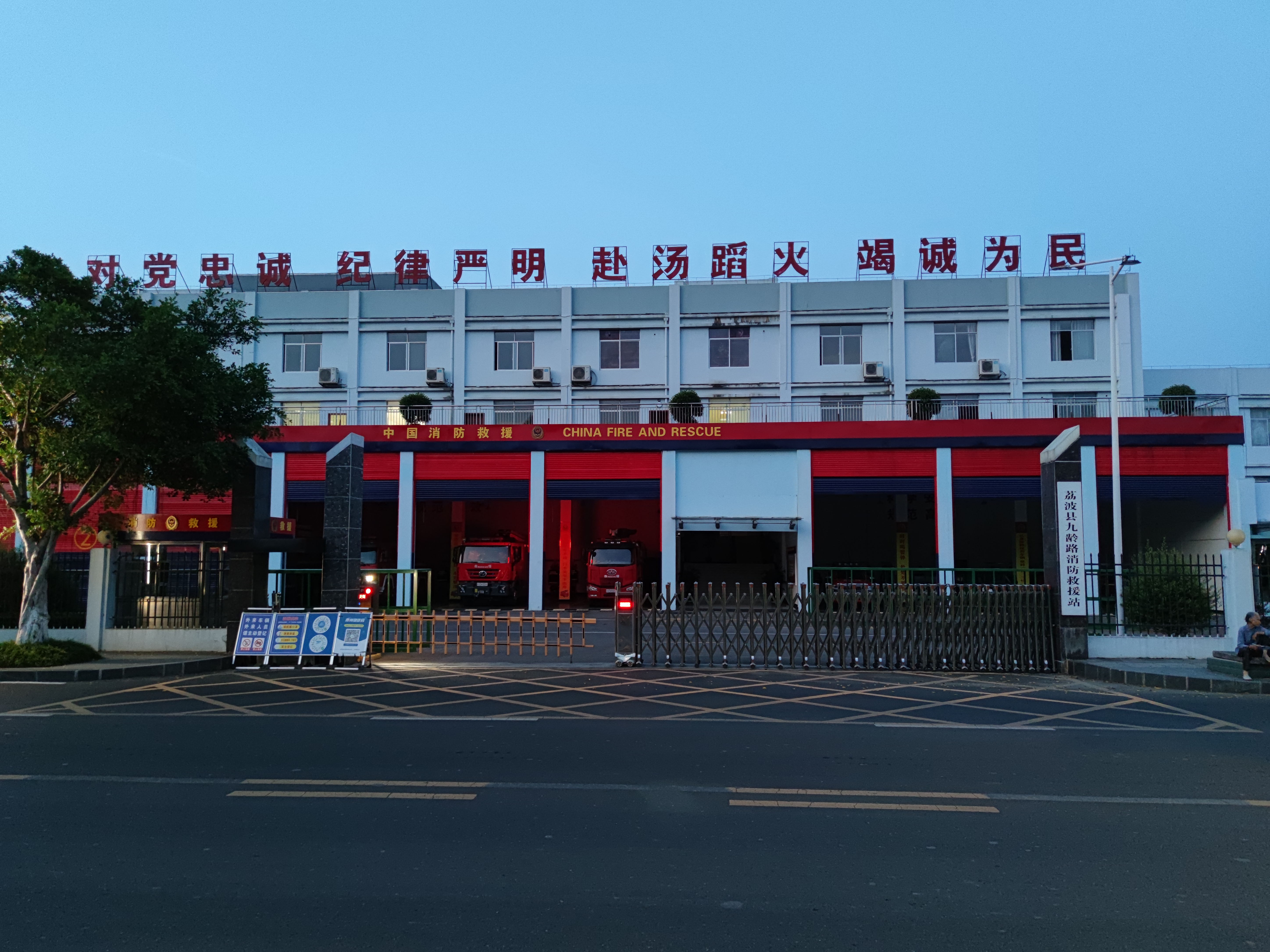
贵州省黔南布依族苗族自治州荔波县九龄路消防救援站
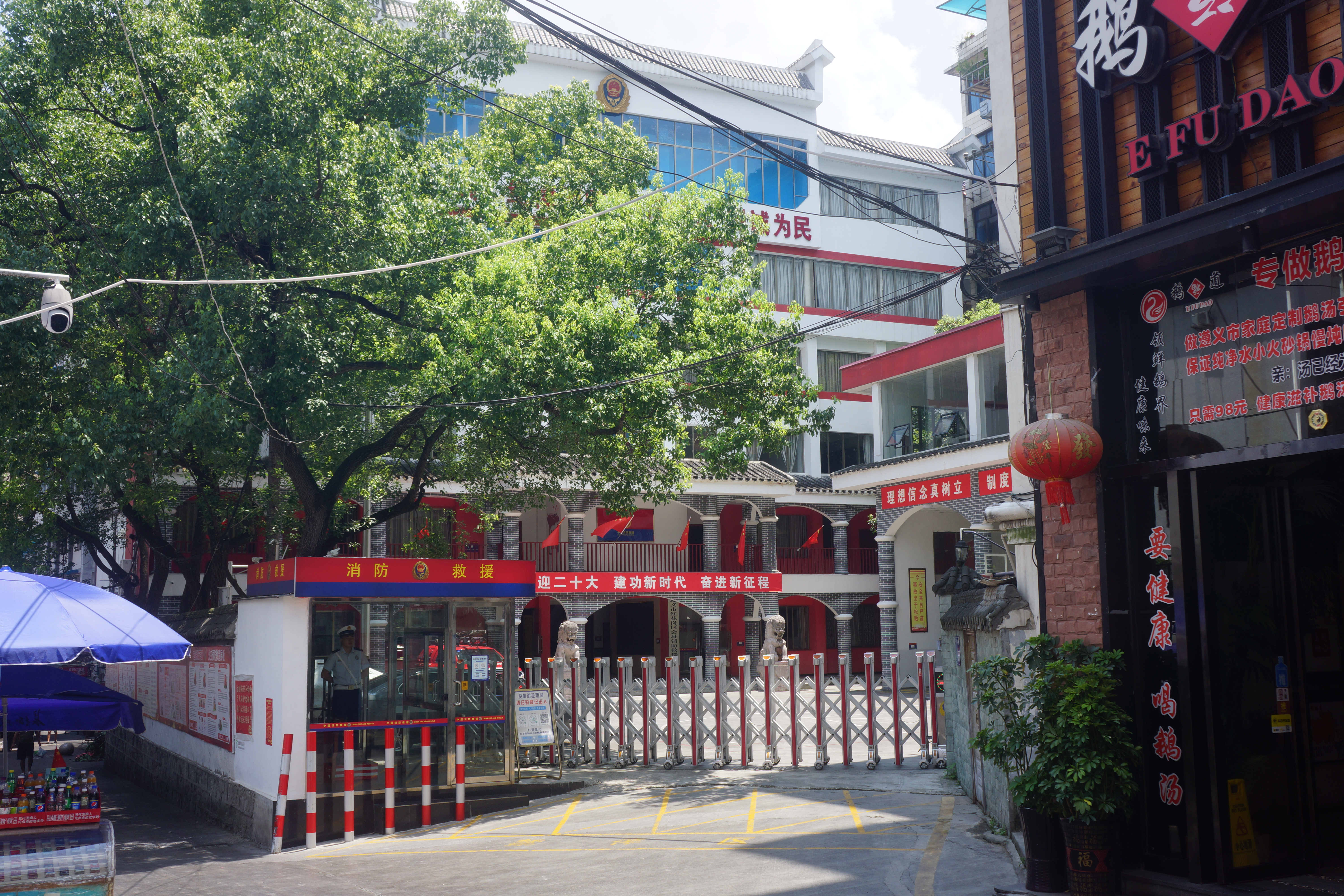
贵州省遵义市红花岗区会址消防救援站
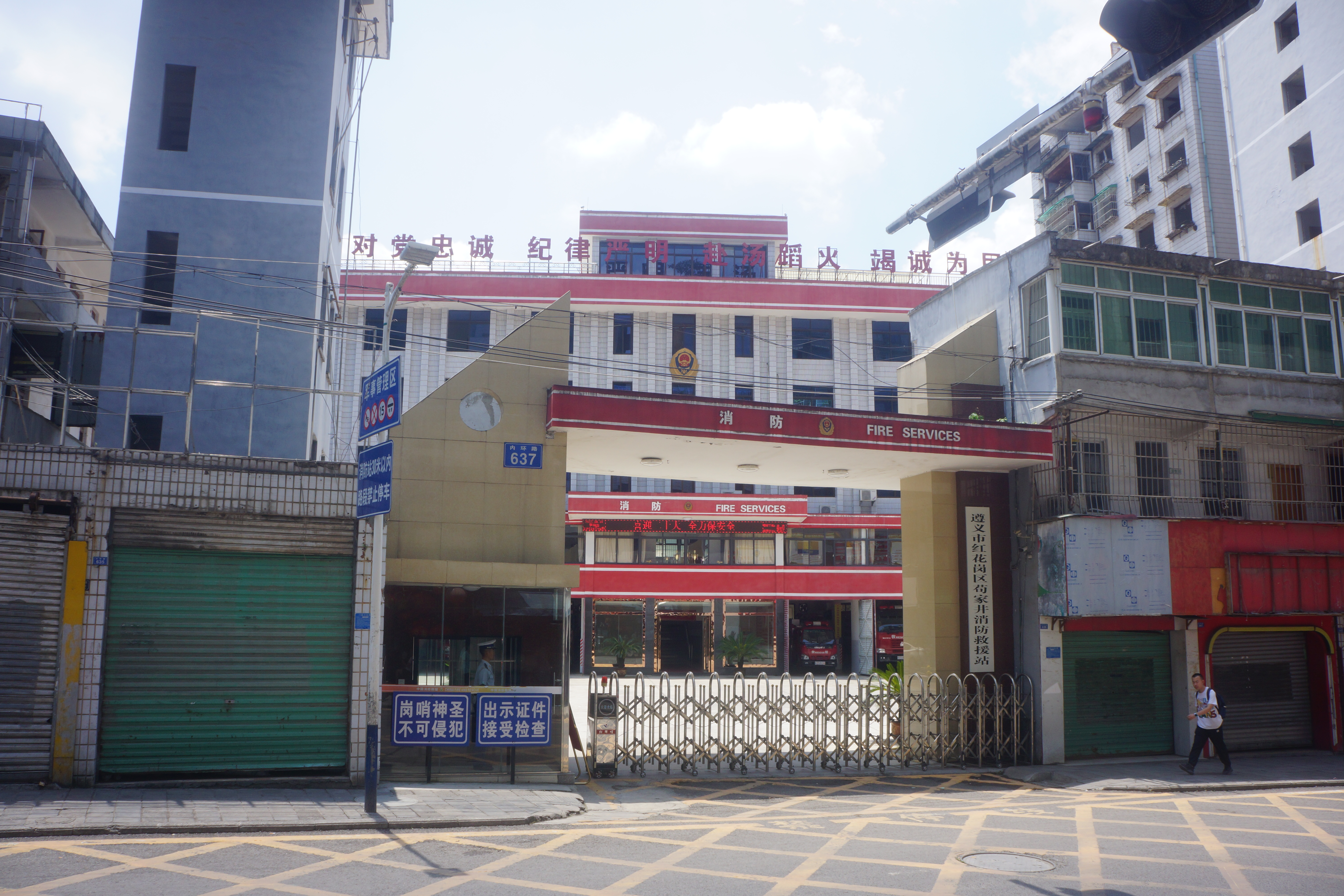
贵州省遵义市红花岗区苟家井消防救援站

### 消防车辆
截至2021年，贵州省消防救援总队共有各类车辆1994辆。

### 消防人员
根据《消防救援队伍总队及以下单位机构编制方案》，贵州省消防救援总队编制总额4332名，其中干部1470名、消防员2862名。